# Baku City Circuit
Het Baku City Circuit (Azerbeidzjaans: Bakı Şəhər Halqası) is een stratencircuit in Bakoe, de hoofdstad van Azerbeidzjan. Het circuit is gebouwd rond de boulevard en de oude stad. Sinds 2016 wordt er op het circuit een Formule 1-race georganiseerd; in 2016 onder de naam Grand Prix van Europa en vanaf 2017 onder de naam Grand Prix van Azerbeidzjan.
Het circuit zou oorspronkelijk in 2015 al op de Formule 1-kalender staan, maar dit werd later verplaatst naar 2016, ondanks een wanprestatie van de organisatoren van de Grand Prix van Korea.
Het circuit is ontworpen door Hermann Tilke, die meerdere Formule 1-circuits op zijn naam heeft staan. Het is 6,003 kilometer lang, heeft twintig bochten en wordt tegen de klok in verreden.

## Uitslagen
| Jaar                                    | Coureur                               | Team                                  | Verslag                               |
| Uitslagen Grand Prix van Azerbeidzjan   | Uitslagen Grand Prix van Azerbeidzjan | Uitslagen Grand Prix van Azerbeidzjan | Uitslagen Grand Prix van Azerbeidzjan |
| --------------------------------------- | ------------------------------------- | ------------------------------------- | ------------------------------------- |
| 2023                                    | Sergio Pérez                          | Red Bull-RBPT                         | Verslag                               |
| 2022                                    | Max Verstappen                        | Red Bull-RBPT                         | Verslag                               |
| 2021                                    | Sergio Pérez                          | Red Bull-Honda                        | Verslag                               |
| 2019                                    | Valtteri Bottas                       | Mercedes                              | Verslag                               |
| 2018                                    | Lewis Hamilton                        | Mercedes                              | Verslag                               |
| 2017                                    | Daniel Ricciardo                      | Red Bull-TAG Heuer                    | Verslag                               |
| Uitslagen Grand Prix van Europa (Bakoe) |                                       |                                       |                                       |
| 2016                                    | Nico Rosberg                          | Mercedes                              | Verslag                               |

## Galerij

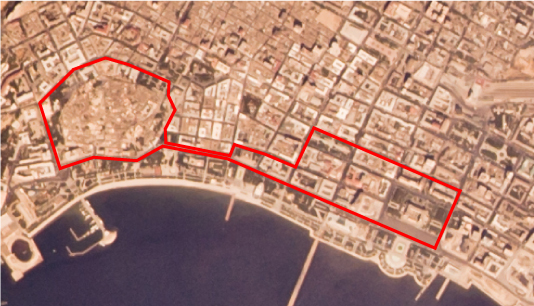
Circuit op luchtfoto
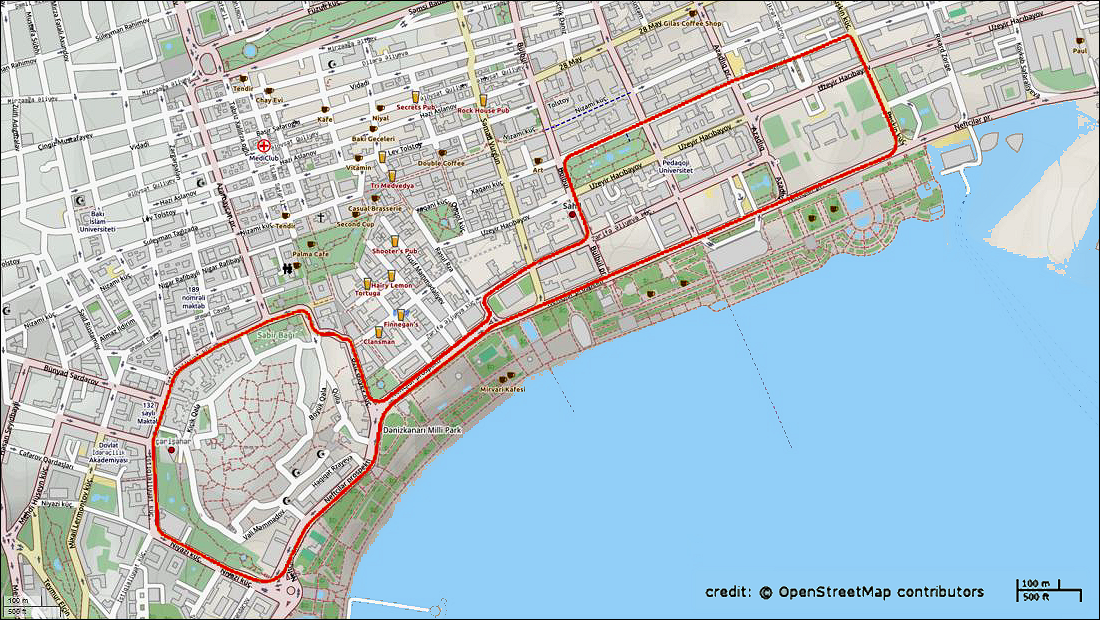
Circuit op topografische ondergrond